# Kenya Maeshiro
Kenya Maeshiro (真栄城 兼哉 Maeshiro Kenya?, nacido el 7 de febrero de 1995 en Okinawa) es un exfutbolista japonés. Jugaba de delantero y su único club fue el FC Ryukyu de Japón.

## Trayectoria

### Clubes
| Club      | País  | Año         |
| --------- | ----- | ----------- |
| FC Ryukyu | Japón | 2013 - 2014 |

## Estadística de carrera

### J. League
| Club      | Año   | J. League | J. League | Copa J. League | Copa J. League | Total | Total |
| Club      | Año   | Part.     | Goles     | Part.          | Goles          | Part. | Goles |
| --------- | ----- | --------- | --------- | -------------- | -------------- | ----- | ----- |
| FC Ryukyu | 2014  | 17        | 1         | -              | -              | 17    | 1     |
| Total     | Total | 17        | 1         | 0              | 0              | 17    | 1     |